# Mramorje
Mramorje je naziv za nekoliko nekropola stećaka od kojih je najpoznatija ona u mjestu Perućac, unutar Nacionalnog parka Tara, između desne obale rijeke Drine i njoj paralalnog magistralnog puta, u samom ulazu u naselje (Zlatiborski upravni okrug, Srbija). Lokalitet, poznat i kao Bagruša, je zaštićen kao spomenik kulture od 1968. god., ali je ugrožen tokom rijeke Drine s jedne strane, te širenjem mjesta Perućac s druge strane.
Nekropola je izvorno imala oko 200 stećaka od vapnenca, među kojima su najveći imali duljinu od 2 metra i bili visoki oko 1 m. Kasniji izvori navode 122 spomenika, a danas ih je ostalo 93 (od kojih su 83 jasno vidljiva), i to 46 u obliku ploče, 18 sljemenjaka s postoljem, 10 sljemenjaka bez postolja, 7 sanduka s postoljem, 10 sanduka bez postolja i 2 amorfna stećka.
Ostali su tijekom vremena utonuli u tlo ili su premješteni poput dva stećka bez ukrasa koji se nalaze u zbirci Etnografskog muzeja u Beogradu, i jednog u Narodnom muzeju u Užicu.
Poredani su u pravilne redove i većinom su orijentirani u pravcu zapad-istok. Na stećcima nema natpisa, a veći broj je fino obrađen i vrlo mali broj je ukrašen motivima kruga, polumjeseca, mača i štita.